# Lijst van afleveringen van Kinderen geen bezwaar
Dit is een lijst van de afleveringen van de VARA-komedieserie Kinderen geen bezwaar.

## Seizoensoverzicht
| Seizoen | Aantal afleveringen | Uitgezonden                       |  |
| ------- | ------------------- | --------------------------------- |  |
| 1       | 28                  | 25 september 2004 – 30 april 2005 |  |
| 2       | 27                  | 10 september 2005 – 6 mei 2006    |  |
| 3       | 31                  | 9 september 2006 – 21 april 2007  |  |
| 4       | 26                  | 22 september 2007 – 5 april 2008  |  |
| 5       | 24                  | 6 september 2008 – 18 april 2009  |  |
| 6       | 26                  | 3 oktober 2009 – 8 mei 2010       |  |
| 7       | 28                  | 11 september 2010 – 23 april 2011 |  |
| 8       | 14                  | 7 januari 2012 – 7 april 2012     |  |
| 9       | 6                   | 7 januari 2013 – 18 februari 2013 |  |

## Seizoen 1 (2004-2005)
| Aflevering (serie) | Aflevering (seizoen) | Titel                           | Uitzenddatum      |  |
| --- | -------------------- | ------------------------------- | ----------------- |  |
| 1 | 1                    | De schaamte voorbij             | 25 september 2004 |  |
| Gerard verbergt een medisch probleem, waardoor Eddie plannen maakt voor zijn vervanging. Ondertussen ziet Julia de zin van het leven niet en legt ze zich in Daans handen.                                  |                      |                                 |                   |  |
| 2 | 2                    | Vrijheid, Blijheid, Moederschap | 2 oktober 2004    |  |
| Maud is misschien zwanger en ze weet niet of ze daar blij mee is. Opmerking: oorspronkelijk eerst geproduceerde aflevering.                                                                                 |                      |                                 |                   |  |
| 3 | 3                    | Strafkamp Texel                 | 9 oktober 2004    |  |
| Daan en Julia proberen te voorkomen dat ze weer mee op vakantie naar Texel moeten. Ondertussen draaien Maud en Gerard de rollen een week lang om: Maud doet het huishouden en Gerard gaat naar kantoor.     |                      |                                 |                   |  |
| 4 | 4                    | Niets dan de waarheid           | 16 oktober 2004   |  |
| Als Maud de hele nacht wegblijft, is Gerard enorm bezorgd. |                      |                                 |                   |  |
| 5 | 5                    | Weet je nog wel, oudje          | 23 oktober 2004   |  |
| Tegen de zin van Gerard in wil Maud een supriseparty voor Gerard organiseren. |                      |                                 |                   |  |
| 6 | 6                    | Lust of liefde                  | 30 oktober 2004   |  |
| Na een opmerking van Maud besluit Gerard aan zijn conditie te gaan werken. Op advies van Eddie probeert Daan Julia jaloers te maken door een vriendin te verzinnen.                                         |                      |                                 |                   |  |
| 7 | 7                    | Nobody Is Perfect               | 6 november 2004   |  |
| Gerard krijgt bericht van een oude vlam. Julia vindt zichzelf lelijk en wil een neuscorrectie. |                      |                                 |                   |  |
| 8 | 8                    | Iets voor iemand over hebben    | 20 november 2004  |  |
| Julia biedt aan om Daan van zijn maagdelijkheid af te helpen, terwijl Gerard in een depressie zit waar Maud hem maar niet uit krijgt.                                                                       |                      |                                 |                   |  |
| 9 | 9                    | Mannenpassie                    | 27 november 2004  |  |
| Om hypochonder Gerard een les te leren vraag Maud een bekende om zich als arts voor te doen. Tot ongenoegen van Daan ziet Julia deze 'arts' ook wel zitten.                                                 |                      |                                 |                   |  |
| 10 | 10                   | Cursus zelfbeheersing           | 4 december 2004   |  |
| Daan is zo jaloers over Julia's nieuwe Marokkaanse vriendje dat hij een stap te ver gaat. Gerard vindt dat Maud geen respect voor hem heeft.                                                                |                      |                                 |                   |  |
| 11 | 11                   | Mars & Venus                    | 11 december 2004  |  |
| Daan wordt achterna gezeten door Inke, een meisje van school. Julia probeert haar groeiende jaloezie te verbergen, met steeds minder succes. Opmerking: eerste aflevering met Bobbie Koek als Inke de Jong. |                      |                                 |                   |  |
| 12 | 12                   | Simpel van geest                | 8 januari 2005    |  |
| Maud krijgt een beroemde klant: Ome Willem. Daan en Julia hebben een onverwachte schoolvrije dag. |                      |                                 |                   |  |
| 13 | 13                   | Het laagste in de mens!         | 15 januari 2005   |  |
| Maud en Gerard hebben ruzie over het toilet. Wanneer Julia een nieuw vriendje krijgt, begint Daan iets met de ex van de jongen.                                                                             |                      |                                 |                   |  |
| 14 | 14                   | Geen bal!                       | 22 januari 2005   |  |
| Maud wil dat Gerard zich laat steriliseren. Daan heeft problemen met wiskunde, maar wil niet dat Julia hem helpt.                                                                                           |                      |                                 |                   |  |
| 15 | 15                   | In de knip!                     | 29 januari 2005   |  |
| Gerard maakt zich zorgen over zijn aankomende sterilisatie. Julia heeft haar ogen laten vallen op een paar zeer dure laarzen.                                                                               |                      |                                 |                   |  |
| 16 | 16                   | Fransje Bauer                   | 5 februari 2005   |  |
| Gerard is opeens een groot fan van Frans Bauer. Tot bezorgdheid en irritatie van Maud. Julia wil uitgenodigd worden voor een feest. Daan heeft een plan om meer aantrekkelijk te worden voor Julia.         |                      |                                 |                   |  |
| 17 | 17                   | Loslaten                        | 12 februari 2005  |  |
| Als Daan op een schoolreis naar Florence is, maakt Gerard zich daar natuurlijk zorgen over. Het klasgenootje dat Julia heeft uitgenodigd om te blijven slapen blijkt een jongen te zijn.                    |                      |                                 |                   |  |
| 18 | 18                   | Echte Man                       | 19 februari 2005  |  |
| Julia en Maud willen een verwendag alleen voor hen. Om te voorkomen dat Gerard meedoet, wordt Eddies hulp ingeroepen.                                                                                       |                      |                                 |                   |  |
| 19 | 19                   | Inspiratie                      | 26 februari 2005  |  |
| Gerard zoekt naar de zin van het leven. Als het lijkt alsof hij een teken van boven krijgt, wordt zijn nieuwe spiritualiteit een concurrent voor Mauds praktijk.                                            |                      |                                 |                   |  |
| 20 | 20                   | Ik schrik me dood!              | 5 maart 2005      |  |
| Als de dames meer interesse tonen in een voetbalwedstrijd dan de heren, beklagen ze zich over de gebrekkige mannelijkheid van Daan en Gerard. Daan verbergt een bezoeker.                                   |                      |                                 |                   |  |
| 21 | 21                   | Blootgewoon                     | 12 maart 2005     |  |
| Maud heeft een cliënt die graag naakt in therapie wil. |                      |                                 |                   |  |
| 22 | 22                   | Bommen en Granaten              | 19 maart 2005     |  |
| Een potentiële terrorist wil bij Maud uitpraten of hij het juiste doet. Gerard is aan het hamsteren voor het geval een oorlog uitbreekt.                                                                    |                      |                                 |                   |  |
| 23 | 23                   | La Mama                         | 26 maart 2005     |  |
| Grote Oma, de moeder van Maud, komt plotseling op bezoek. Iedereen is door haar geïntimideerd, totdat ze Maud te ver drijft. Opmerking: eerste aflevering met Ingeborg Elzevier als Grote Oma.              |                      |                                 |                   |  |
| 24 | 24                   | Hun Hebben                      | 2 april 2005      |  |
| Gerard vecht voor correct taalgebruik. Julia wil een tatoeage en Daan vindt dit een geweldig plan, als hij tenminste mag bepalen waar de tatoeage komt.                                                     |                      |                                 |                   |  |
| 25 | 25                   | Een Goeie                       | 9 april 2005      |  |
| De grap van een van Mauds cliënten blijft hangen. Julia en Daan doen mee aan een talentenjacht. |                      |                                 |                   |  |
| 26 | 26                   | Het moet naar buiten            | 16 april 2005     |  |
| Julia loopt stage bij Maud en heeft zo haar eigen tactiek. Daan worstelt met een groot lichamelijk probleem.                                                                                                |                      |                                 |                   |  |
| 27 | 27                   | Grijze cellen!                  | 23 april 2005     |  |
| Gerard heeft geheugenproblemen en om te bewijzen dat het best meevalt, doet hij mee aan "Twee voor twaalf".                                                                                                 |                      |                                 |                   |  |
| 28 | 28                   | Hola Guapa                      | 30 april 2005     |  |
| Gerard besluit gitaarlessen te nemen. Maud en Julia vinden de leraar woest aantrekkelijk, maar hij lijkt meer interesse te hebben voor Daan.                                                                |                      |                                 |                   |  |

## Seizoen 2 (2005-2006)
| Aflevering (seizoen) | Aflevering (serie) | Titel                        | Uitzenddatum      |  |
| --- | ------------------ | ---------------------------- | ----------------- |  |
| 1 | 29                 | Wijntje derbij               | 10 september 2005 |  |
| Omdat Gerard vindt dat ze te veel drinken besluiten hij en Maud zich een week lang te onthouden. Ondertussen oefenen Julia en Daan een goochelact voor een bonte avond op school.                |                    |                              |                   |  |
| 2 | 30                 | Ferme jongens, stoere knapen | 17 september 2005 |  |
| Daan besluit te gaan roken zodat hij kan bewijzen dat hij stoer is door er weer mee te stoppen. Zijn nachtelijke roken leidt er echter toe dat Gerard inbrekers vermoedt en een alarm aanschaft. |                    |                              |                   |  |
| 3 | 31                 | Die euro knelt ons allemaal  | 24 september 2005 |  |
| Gerard komt niet uit met het huishoudgeld en moet Maud bewijzen dat het niet goedkoper kan. Daan en Julia nemen een krantenwijk, die echter vooral werk blijkt te zijn voor Daan.                |                    |                              |                   |  |
| 4 | 32                 | Mijn ideaal, mijn ideaal     | 1 oktober 2005    |  |
| Julia is maar één nachtje weg of Daan wordt al afvallig. Object van affectie, grenzeloze liefde en eeuwige trouw: Chantal Janzen.                                                                |                    |                              |                   |  |
| 5 | 33                 | Annie M.G.                   | 8 oktober 2005    |  |
| Maud heeft een cliënt met een vrolijk probleem, maar toch zijn zij en Gerard er niet zo blij mee. Julia wel.                                                                                     |                    |                              |                   |  |
| 6 | 34                 | Rode rozen                   | 15 oktober 2005   |  |
| Maud heeft een bijzonder romantische cliënt en Gerard is jaloers. Terecht? Daan steekt er in ieder geval wat van op.                                                                             |                    |                              |                   |  |
| 7 | 35                 | Even de boel de boel!        | 22 oktober 2005   |  |
| Daan en Julia gunnen Gerard en Maud wel een weekendje Parijs. Daar hebben ze natuurlijk zo hun eigen redenen voor.                                                                               |                    |                              |                   |  |
| 8 | 36                 | Oma op hoge hakken           | 29 oktober 2005   |  |
| Julia wil een kind, ze heeft er de leeftijd voor. Gerard wil er wel voor zorgen en Daan wil het wel maken. Maar Maud zit met een probleem.                                                       |                    |                              |                   |  |
| 9 | 37                 | De heilige Gerard            | 12 november 2005  |  |
| Gerard loopt het huis uit omdat hij vindt dat niemand aandacht aan hem besteed. Wanneer hij weg is blijkt hoe belangrijk hij is voor het huishouden.                                             |                    |                              |                   |  |
| 10 | 38                 | Oudtante Mildred             | 19 november 2005  |  |
| Julia's oudtante komt op bezoek. Gerard en Daan zien dat niet zo zitten, totdat blijkt hoe ze eruitziet.                                                                                         |                    |                              |                   |  |
| 11 | 39                 | De beste stuurlui            | 26 november 2005  |  |
| Als Maud een nieuwe lamp koopt, durft Gerard niet te zeggen dat hij hem erg lelijk vindt. |                    |                              |                   |  |
| 12 | 40                 | Wie ook weer?                | 3 december 2005   |  |
| Gerard staakt zijn huishoudelijk werk om aan een boek te werken. Daan helpt Julia om een oude theatervedette blij te maken, voor een tegenprestatie natuurlijk.                                  |                    |                              |                   |  |
| 13 | 41                 | Ver-assing                   | 10 december 2005  |  |
| Als Gerard in de krant leest dat een oude schoolvriend overleden is, zit hij in zak en as. |                    |                              |                   |  |
| 14 | 42                 | Als je van me houdt, toets 1 | 4 februari 2006   |  |
| Daan en Julia zijn alleen maar met hun mobiele telefoons bezig als Grote Oma op bezoek komt. |                    |                              |                   |  |
| 15 | 43                 | Om gek van te worden         | 11 februari 2006  |  |
| Gerard heeft het idee dat Maud en Julia hem gek proberen te maken. |                    |                              |                   |  |
| 16 | 44                 | Beetje Christelijk           | 18 februari 2006  |  |
| Gerard haalt een zwerver in huis. Daan ziet een financiële kans. |                    |                              |                   |  |
| 17 | 45                 | Wollen bruiloft              | 25 februari 2006  |  |
| Gerard wil het feit dat hij en Maud zeven jaar getrouwd zijn groots vieren. Daan en Julia moeten hierbij helpen, maar Julia heeft haar eigen feest.                                              |                    |                              |                   |  |
| 18 | 46                 | Geen haar op mijn hoofd      | 4 maart 2006      |  |
| Gerard maakt zich druk over zijn uiterlijk. Julia neemt een jongen mee naar huis die ze volgens Daan alleen wil om zijn uiterlijk.                                                               |                    |                              |                   |  |
| 19 | 47                 | Digi-taal                    | 11 maart 2006     |  |
| Gerard zet zich af tegen de digitale gebruiken in huis. |                    |                              |                   |  |
| 20 | 48                 | Gebabbel                     | 18 maart 2006     |  |
| Maud heeft een cliënt die alleen maar rijmt. Gerard wil minder oppervlakkig gepraat. Gastrol: Kees Torn als die rijmelaar.                                                                       |                    |                              |                   |  |
| 21 | 49                 | Heb jij geen paard?          | 25 maart 2006     |  |
| Julia heeft een nieuw vriendje, hij blijkt een echte kakker te zijn. Cliënte Wilma komt een paar dagen logeren.                                                                                  |                    |                              |                   |  |
| 22 | 50                 | Heerlijk Romig               | 1 april 2006      |  |
| Gerard wil zijn eigen geld verdienen. |                    |                              |                   |  |
| 23 | 51                 | Hector et Emergo             | 8 april 2006      |  |
| Gerard neemt een hond terwijl Julia denkt dat Daan een vriendin heeft. |                    |                              |                   |  |
| 24 | 52                 | Diner travestique            | 15 april 2006     |  |
| Maud en Gerard besluiten voor één avond van kleren te wisselen. |                    |                              |                   |  |
| 25 | 53                 | De proefbaby                 | 22 april 2006     |  |
| Omdat Julia wil ervaren hoe het is om moeder te zijn, leent ze de baby van een vriendin. Gerard stribbelt eerst tegen, maar is later enthousiast.                                                |                    |                              |                   |  |
| 26 | 54                 | De publieke opinie           | 29 april 2006     |  |
| Maud en Gerard gaan samen hardlopen. Julia en Daan gaan bij Maud in relatietherapie, met verrassende gevolgen.                                                                                   |                    |                              |                   |  |
| 27 | 55                 | Jim                          | 6 mei 2006        |  |
| Idols finalist Jim Bakkum verschijnt 's ochtends aan de ontbijttafel. Julia heeft hem mee naar huis genomen.                                                                                     |                    |                              |                   |  |

## Seizoen 3 (2006-2007)
| Aflevering (seizoen) | Aflevering (serie) | Titel                               | Uitzenddatum      |  |
| --- | ------------------ | ----------------------------------- | ----------------- |  |
| 1 | 56                 | Mooi papiertje er om heen           | 9 september 2006  |  |
| Julia en Maud strijden over wie de duurste mascara nodig heeft en Gerard denkt dat hij een waardevol schilderij op zolder heeft.                                 |                    |                                     |                   |  |
| 2 | 57                 | Plezante zunne                      | 16 september 2006 |  |
| Daan en Julia wisselen uit met twee Belgische leeftijdsgenoten. Maud en Gerard denken dat Vlaamse kinderen heel braaf en rustig zijn. Dat blijkt een vergissing. |                    |                                     |                   |  |
| 3 | 58                 | Lief zijn voor elkaar               | 23 september 2006 |  |
| Gerard en Maud proberen een beter voorbeeld te geven. Als Julia hem voor de zoveelste keer afwijst, neemt Daan maatregelen: hij zoekt een ander meisje.          |                    |                                     |                   |  |
| 4 | 59                 | De l..l..leesbril                   | 30 september 2006 |  |
| Julia is aan het stotteren geslagen. Gerard maakt zich daar zorgen over, maar Maud vermoedt andere redenen. Gastrol: Koen Wouterse als Bennie.                   |                    |                                     |                   |  |
| 5 | 60                 | Wie slaapt waar?                    | 7 oktober 2006    |  |
| Gerards gesnurk beneemt Maud haar nachtrust. Inke wil bij Daan blijven slapen, maar die wil haar liever ergens anders.                                           |                    |                                     |                   |  |
| 6 | 61                 | Van wie hou je het meest?           | 14 oktober 2006   |  |
| Julia vertrekt voor drie maanden naar Spanje en Maud heeft het er erg moeilijk mee, wat Gerard vervelend vindt. Gelukkig komt Inke bij Daan aankloppen.          |                    |                                     |                   |  |
| 7 | 62                 | Lepeltje, lepeltje                  | 21 oktober 2006   |  |
| Gerard is wel héél blij met Daans nieuwe vriendin Inke. Daan vindt dat wel prima, maar Maud is er minder blij mee.                                               |                    |                                     |                   |  |
| 8 | 63                 | Hans Klok                           | 28 oktober 2006   |  |
| Gerards geloof in zichzelf gaat de wetenschap te boven. Illusionist Hans Klok komt juist bij Maud omdat hij niet meer weet waar hij in moet geloven.             |                    |                                     |                   |  |
| 9 | 64                 | Het meisje van de fijne vleeswaren  | 18 november 2006  |  |
| Gerard probeert zijn dagdroom waar te maken. Inke vormt voor Daan één grote uitputtingsslag.                                                                     |                    |                                     |                   |  |
| 10 | 65                 | Lachen is gezond                    | 25 november 2006  |  |
| Daan weet niet wat hij moet met zijn leven. Maud heeft wel een therapie voor hem.                                                                                |                    |                                     |                   |  |
| 11 | 66                 | Proefkamperen                       | 2 december 2006   |  |
| Kampeer- of hotelvakantie? Om de strijd te beslechten wil Gerard de proef op de som nemen. Niet iedereen deelt zijn enthousiasme.                                |                    |                                     |                   |  |
| 12 | 67                 | Vendetta                            | 9 december 2006   |  |
| Maud vindt Gerard geen echte man. Gerard nodigt een aantal andere dames uit om het tegendeel te bewijzen. Daan doet graag mee.                                   |                    |                                     |                   |  |
| 13 | 68                 | De verloren vader                   | 16 december 2006  |  |
| Gerard heeft nóg een zoon. Of toch niet? Daan geeft uitsluitsel met een experiment.                                                                              |                    |                                     |                   |  |
| 14 | 69                 | Haar op de tanden                   | 23 december 2006  |  |
| Gerard besluit de tand des tijds tegen te gaan. Inke benauwt Daan te veel. Hij neemt een andere vriendin.                                                        |                    |                                     |                   |  |
| 15 | 70                 | Klepto                              | 25 december 2006  |  |
| Maud heeft geld gestolen van een vriendin. Inke zorgt dat Daan extra inkomsten heeft.                                                                            |                    |                                     |                   |  |
| 16 | 71                 | Oost-Indisch in de war              | 6 januari 2007    |  |
| Ene Albert komt zijn oude dag bij de familie slijten. Intussen zit Inke met haar uitverkoopjes. Gastrol: John Kraaijkamp sr. als die Albert.                     |                    |                                     |                   |  |
| 17 | 72                 | Lulkoek                             | 13 januari 2007   |  |
| Inke en Daan proberen kaartjes te winnen met een prijsvraag. Gerard tobt over het einde van de wereld en Maud is haar stem kwijt.                                |                    |                                     |                   |  |
| 18 | 73                 | Afkicken                            | 20 januari 2007   |  |
| Gerard heeft een bijzonder aangenaam middel tegen zijn kriebelhoest gevonden. Om Daan te sparen amuseert Inke zichzelf.                                          |                    |                                     |                   |  |
| 19 | 74                 | Grote Oma                           | 27 januari 2007   |  |
| Grote Oma komt Inke keuren, maar misschien heeft Gerard nog wel meer van haar te vrezen.                                                                         |                    |                                     |                   |  |
| 20 | 75                 | Het is zo simpel                    | 3 februari 2007   |  |
| Inke heeft er alles voor over om Daan aan zich te binden. Gerard helpt haar met oefenen. Maud doet een gooi naar het burgemeesterschap.                          |                    |                                     |                   |  |
| 21 | 76                 | De pedicuur                         | 10 februari 2007  |  |
| Gerard heeft moeite met Mauds beroepsgeheim en speelt het daarom maar via zijn voeten. Inke denkt dat zij meer van Daan houdt dan hij van haar.                  |                    |                                     |                   |  |
| 22 | 77                 | Hasta la vista, baby                | 17 februari 2007  |  |
| Gerard heeft een vakantie in Spanje geboekt. Zijn verwachtingen zijn hooggespannen. Zo ook die van Daan.                                                         |                    |                                     |                   |  |
| 23 | 78                 | Hotel Terminus dus                  | 24 februari 2007  |  |
| Gerard bereidt zich voor op het einde. Inke probeert juist in het hier en nu te zijn.                                                                            |                    |                                     |                   |  |
| 24 | 79                 | Een paaltje op laag water           | 3 maart 2007      |  |
| Daan heeft ontdekt dat hij een monster is. Gerard doet dezelfde ontdekking over Maud.                                                                            |                    |                                     |                   |  |
| 25 | 80                 | Burka zoekt man                     | 10 maart 2007     |  |
| Daan is verliefd op de dochter van de werkster en Maud is even Gerards naam vergeten.                                                                            |                    |                                     |                   |  |
| 26 | 81                 | De verleden tijd van lief is liefde | 17 maart 2007     |  |
| Maud beledigt Gerard met een experiment en Daan test Inkes grenzeloze liefde.                                                                                    |                    |                                     |                   |  |
| 27 | 82                 | Een trouwring mag niet knellen      | 24 maart 2007     |  |
| Maud en Gerard moeten invallen bij het amateurtoneel. Inke wil ook weleens een andere rol aannemen voor Daan.                                                    |                    |                                     |                   |  |
| 28 | 83                 | De Peruaanse stofamoebe             | 31 maart 2007     |  |
| Inke moet ergens vanaf. Daan ook, maar dat mag hij niet weten. Intussen werpt hij zich met hulp van Gerard op zijn spreekbeurt.                                  |                    |                                     |                   |  |
| 29 | 84                 | Frits Landesbergen                  | 7 april 2007      |  |
| Inke is jarig, maar wil er niets aan doen. En Gerard rekent zich rijk met vibrafoonles.                                                                          |                    |                                     |                   |  |
| 30 | 85                 | We benne op de wereld voor mekaar   | 14 april 2007     |  |
| Grote Oma komt haar verjaardag vieren en Daan wil een knoop aan zijn overhemd.                                                                                   |                    |                                     |                   |  |
| 31 | 86                 | Lang leve de lol en Laurentien!     | 21 april 2007     |  |
| Gerard maakt zich op voor hoog bezoek, terwijl Inke herstelt van haar lagere driften.                                                                            |                    |                                     |                   |  |

## Seizoen 4 (2007-2008)
| Aflevering (seizoen) | Aflevering (serie) | Titel                       | Uitzenddatum      |  |
| --- | ------------------ | --------------------------- | ----------------- |  |
| 1 | 87                 | Ballroom                    | 22 september 2007 |  |
| Als Daan en Inke meedoen aan een danswedstrijd, is Gerard onmiddellijk enthousiast. Maud is moeilijker te overtuigen. |                    |                             |                   |  |
| 2 | 88                 | Vermoeiend zeg              | 29 september 2007 |  |
| Gerard vindt dat hij en Maud altijd hetzelfde tegen elkaar zeggen. Daan besluit het met Inke over een andere boeg te gooien. |                    |                             |                   |  |
| 3 | 89                 | De verpakkingsmaffia        | 6 oktober 2007    |  |
| Gerard heeft ruzie met het vlapak. Julia is terug uit Spanje. Volgens haar kan Daan wel wat rust gebruiken. Inke is het met haar eens. |                    |                             |                   |  |
| 4 | 90                 | Kiesdrempels                | 13 oktober 2007   |  |
| Om Maud te overtuigen van het nut van drempels, haalt Gerard hulp van buiten. Ook Daan worstelt met zijn overredingskracht. Zijn nieuwe vriendinnetje Elise speelt wel erg op safe.                                                                           |                    |                             |                   |  |
| 5 | 91                 | Swingen                     | 20 oktober 2007   |  |
| Maud hoort dat bekenden aan partnerruil doen en is geïntrigeerd. Gerard maakt zich zorgen over het drugsgebruik op een feest waar Daan naartoe gaat. |                    |                             |                   |  |
| 6 | 92                 | Een beetje, een beetje      | 27 oktober 2007   |  |
| Julia komt weer thuis, in zak en as. Ze was een beetje met Arthur en is nu een beetje met Tom. Dat levert een groeiend dilemma op. |                    |                             |                   |  |
| 7 | 93                 | Vroem, vroem                | 3 november 2007   |  |
| Als Maud moeilijk doet over de betaling van Daans rijlessen, besluit Gerard hem een handje te helpen. Van je vader moet je het leren, tenslotte. Inke legt Daans vorderingen graag vast.                                                                      |                    |                             |                   |  |
| 8 | 94                 | Wiedergut                   | 10 november 2007  |  |
| Inke vindt dat Daan van zijn computerverslaving af moet. Een vrouw zoekt contact met Gerard om een misdrijf uit de Tweede Wereldoorlog goed te maken. Gerard weigert.                                                                                         |                    |                             |                   |  |
| 9 | 95                 | Kan vriezen, kan dooien     | 17 november 2007  |  |
| Julia is weer eens komen aanzetten. Ze ziet het niet meer zitten: de studie niet, de studenten niet, en eigenlijk het hele leven niet. Intussen tobt Gerard met de nukken van huishoudelijke apparatuur. Gastrol: Ron Cornet als koelkastmonteur.             |                    |                             |                   |  |
| 10 | 96                 | Natje en droogje            | 24 november 2007  |  |
| Daan heeft zijn eindexamen gehaald en oriënteert zich rustig op de arbeidsmarkt. Inke pakt het voortvarender aan en even verkeert Maud in de illusie dat ze hiermee het goede voorbeeld geeft.                                                                |                    |                             |                   |  |
| 11 | 97                 | Het O-woord en het H-woord  | 1 december 2007   |  |
| Inke strikt Daan voor een baantje in de parfumerie, maar Daan is bang voor zijn reputatie. Bij Maud slaan de vlammen uit, maar ze laat zich er niet door Gerard van overtuigen dat haar tijd gekomen is.                                                      |                    |                             |                   |  |
| 12 | 98                 | Foute vriend                | 8 december 2007   |  |
| Julia komt weer eens thuis. Nadat ze eerst is afgeknapt op het zoveelste softe exemplaar, heeft ze nu een echte hunk aan de haak geslagen. Als dat toch te veel van het goede blijkt, weet Daan zijn mannetje te staan. Gastrol: Oren Schrijver als die hunk. |                    |                             |                   |  |
| 13 | 99                 | Missen!!                    | 5 januari 2008    |  |
| Daans moeder komt onverwachts langs en heeft grootse plannen met hem. Ieder heeft zo zijn eigen gemengde gevoelens over (de reden van) haar bezoek. |                    |                             |                   |  |
| 14 | 100                | In 't honderd               | 12 januari 2008   |  |
| Gerard heeft weer eens iets berekend, waarvan Maud de emotionele waarde niet kan duiden. En ook Daan zit met zijn gevoelens in de knoop, maar daar kan hij nu eens geen vrouwelijke hulp bij gebruiken.                                                       |                    |                             |                   |  |
| 15 | 101                | Er in stinken               | 19 januari 2008   |  |
| Een niet werkende douche brengt een waterscheiding tussen de mannen en de vrouwen teweeg. |                    |                             |                   |  |
| 16 | 102                | Van vlees en bloed          | 26 januari 2008   |  |
| De heren denken dat ze een kleintje hebben en zien hun vrees in het gedrag van Maud en Inke bevestigd. Inke heeft echter wel iets anders aan haar hoofd dan Daan de maat te nemen.                                                                            |                    |                             |                   |  |
| 17 | 103                | Pak melk                    | 2 februari 2008   |  |
| Gerard en Maud worden gedropt, terwijl Inke en Daan feestvieren. |                    |                             |                   |  |
| 18 | 104                | Bullshit                    | 9 februari 2008   |  |
| Grote oma klopt voor de verlichting van oud zeer bij Maud aan. Gerard en Daan hebben intussen een luchtiger manier gevonden om het leven leuker te maken. |                    |                             |                   |  |
| 19 | 105                | Rijjijofrijik               | 16 februari 2008  |  |
| Inke en Daan willen naar een popconcert en proberen hiervoor Mauds auto te lenen. Gerard helpt ze een handje, maar weet hij wel wat hij doet? |                    |                             |                   |  |
| 20 | 106                | Kemna                       | 23 februari 2008  |  |
| Maud heeft castingdirecteur Hans Kemna als cliënt. Gerard ziet kansen voor Inke. |                    |                             |                   |  |
| 21 | 107                | Kale boel                   | 1 maart 2008      |  |
| Gerard heeft last van spam en denkt dat dit aan hem ligt. Intussen begint Maud iets met kale mannen en denkt Inke dat ze overal buiten gehouden wordt. |                    |                             |                   |  |
| 22 | 108                | Halal                       | 8 maart 2008      |  |
| Inke heeft het licht gezien; een nieuwe internationale vrouwenbeweging moet de wereldvrede gaan brengen. De Meiden van Halal willen vast wel een handje helpen.                                                                                               |                    |                             |                   |  |
| 23 | 109                | Yo, yo, paard in de gang    | 15 maart 2008     |  |
| Gerard vindt dat de kinderen meer in beweging moeten komen en zadelt daar het hele gezin mee op. Intussen mag iedereen ook meegenieten met de opbouw van Inkes muzikale carrière.                                                                             |                    |                             |                   |  |
| 24 | 110                | Manuel                      | 22 maart 2008     |  |
| Gerard en Daan zijn zo verdiept in hun eigen feestje dat ze Maud en Inke bijna vergeten. Hun wraak lijkt zoet. |                    |                             |                   |  |
| 25 | 111                | Julia komt weer thuis wonen | 29 maart 2008     |  |
| Als Julia weer thuis komt wonen, gaat het erom spannen: voor wie kiest Daan nu? |                    |                             |                   |  |
| 26 | 112                | De blootkalender            | 5 april 2008      |  |
| Julia en Inke gaan iets doen voor een goed doel. Ze zijn tot veel bereid, maar dan moeten de anderen wel een beetje meewerken. |                    |                             |                   |  |

## Seizoen 5 (2008-2009)
| Aflevering (seizoen) | Aflevering (serie) | Titel                                       | Uitzenddatum      |  |
| --- | ------------------ | ------------------------------------------- | ----------------- |  |
| 1 | 113                | De warme kraan en de koude douche           | 6 september 2008  |  |
| Gerard heeft weer eens de krant gelezen en voorziet grote overstromingen. Intussen zorgt Daan voor stromend water van variabele temperatuur. |                    |                                             |                   |  |
| 2 | 114                | Knuffeltje                                  | 13 september 2008 |  |
| Gerard en Daan willen allebei hun knuffel: Gerard die van Maud, Daan die van hemzelf. |                    |                                             |                   |  |
| 3 | 115                | Spiegeltje, spiegeltje aan de wand...       | 20 september 2008 |  |
| Inke en Julia hebben ontdekt dat ze met hun alter ego's kunnen praten, maar Daan laat zich niet zomaar van alles voorspiegelen. |                    |                                             |                   |  |
| 4 | 116                | New York, New York                          | 27 september 2008 |  |
| Daan is naar New York. Gerard zit hem vanaf dag één al omstandig te missen. Een beetje overdreven volgens Maud. Maar de meiden kunnen er ook wat van. |                    |                                             |                   |  |
| 5 | 117                | Gene zijde                                  | 4 oktober 2008    |  |
| Grote Oma heeft nog een appeltje te schillen met haar overleden echtgenoot en legt contact met het hiernamaals. Julia en Inke hebben ook nog wel een strijdpuntje voor te leggen. |                    |                                             |                   |  |
| 6 | 118                | De vogel is gevlogen                        | 11 oktober 2008   |  |
| Als Gerard besluit na Daans vertrek een nieuw mannelijk element in huis te halen, moet hij met de billen bloot. |                    |                                             |                   |  |
| 7 | 119                | Roze wereld                                 | 18 oktober 2008   |  |
| Julia en Inke hebben het helemaal gehad met de mannen. Julia heeft zich zelfs helemaal teruggetrokken in een virtueel universum. |                    |                                             |                   |  |
| 8 | 120                | Hot or not                                  | 25 oktober 2008   |  |
| Waarom zou een dame op leeftijd alléén van het leven moeten genieten? Inke helpt Grote Oma op weg, maar Mauds inbreng valt wat anders uit dan verwacht. Opmerking: aflevering zonder Gerard van Doorn.                                                                                   |                    |                                             |                   |  |
| 9 | 121                | Trouwen geen bezwaar                        | 1 november 2008   |  |
| Julia heeft een aanzoek gehad van Tom. Maud deelt haar gebrek aan enthousiasme over het huwelijk met verve. En met Gerard, die daar zo zijn eigen conclusies aan verbindt. En dan wil Daan Inke ook nog wat vragen.                                                                      |                    |                                             |                   |  |
| 10 | 122                | Knellende dassen en warme sokjes            | 8 november 2008   |  |
| Julia gaat ervan uit dat Maud haar aanstaande, groots te vieren, huwelijk wel zal financieren. Maud helpt haar, met Gerards onbedoelde inzet, uit de droom. Dat breien toch nog ergens goed voor is, ondervindt Daan.                                                                    |                    |                                             |                   |  |
| 11 | 123                | Een goed hart                               | 15 november 2008  |  |
| Maud heeft een cliënte die op een donorhart wacht en natuurlijk ziet Gerard daar een taak voor zich weggelegd. Ook Inke is niet te beroerd voor een goede daad. |                    |                                             |                   |  |
| 12 | 124                | De kleuren van Kim-Lian                     | 22 november 2008  |  |
| Maud is ervan overtuigd dat het leven met een huwelijk leidt tot een veilig en 'grijs' leven, in tegenstelling tot een kleurrijk leven, dat mensen leiden die veel reizen en spannende dingen meemaken. Daan droomt 's nachts over het huwelijk en ziet de volgende ochtend alles grijs. |                    |                                             |                   |  |
| 13 | 125                | Het ritueel                                 | 29 november 2008  |  |
| Julia is in stilte getrouwd en Maud voelt zich buitenspel gezet. Speciaal voor haar doen ze het nog eens over. |                    |                                             |                   |  |
| 14 | 126                | De lila                                     | 6 december 2008   |  |
| Julia wil alweer scheiden. Intussen besluit Gerard iets aan zijn nutteloze gevoel te doen. Hij gaat een nieuw magazine aan de vrouw brengen. Dat lukt pas als hij zijn sterkste eigenschap inzet.                                                                                        |                    |                                             |                   |  |
| 15 | 127                | Groot nieuws!!                              | 13 december 2008  |  |
| Inke wordt bedrijfsleidster in het hoge noorden en Julia is zwanger. Daan raakt erdoor in een elementaire twijfel. Gerard verheugt zich op het grootouderschap, al is er wel een minpuntje.                                                                                              |                    |                                             |                   |  |
| 16 | 128                | Leven is moeilijk. Dansen ook.              | 20 december 2008  |  |
| Gerard en Inke zitten allebei met het leven in hun maag. |                    |                                             |                   |  |
| 17 | 129                | Brokken!                                    | 28 februari 2009  |  |
| Daan werd aangereden door Corry Brokken, Maud vindt dat ze moet dokken. Natuurlijk denkt Gerard hier heel anders over. |                    |                                             |                   |  |
| 18 | 130                | Jehova's getuigen                           | 7 maart 2009      |  |
| Gerard ziet toch wel wat in het geloof en Inke wil nageslacht. |                    |                                             |                   |  |
| 19 | 131                | Grote Oma heeft het gevoel dat ze dood gaat | 14 maart 2009     |  |
| Maud en Gerard bereiden zich voor op het afscheid van Daan en Inke, die naar Hoogezand-Sappemeer zullen verhuizen. Vlak voor de laatste maaltijd samen komt Grote Oma binnen met het excuus dat ze het gevoel heeft dood te gaan.                                                        |                    |                                             |                   |  |
| 20 | 132                | Bed and Breakfast                           | 21 maart 2009     |  |
| Gerard opent een bed & breakfast: de eerste gasten leveren direct problemen op. |                    |                                             |                   |  |
| 21 | 133                | Het moslimstel                              | 28 maart 2009     |  |
| Grote Oma wil Gerard ook helpen met zijn 'bed and breakfast'. Dan komt er een meisje in burka logeren. |                    |                                             |                   |  |
| 22 | 134                | Decolleté                                   | 4 april 2009      |  |
| Gerard kan zijn ogen niet afhouden van twee jonge supervrouwelijke gasten. Hij denkt dat het wederzijds is. |                    |                                             |                   |  |
| 23 | 135                | Meisjesballen                               | 11 april 2009     |  |
| Er komen corpsballenmeisjes logeren in Gerards Bed & Breakfast. Intussen blijkt Daan een nieuwe vriendin te hebben. Inke weet haar agressie hierover prima in te zetten. |                    |                                             |                   |  |
| 24 | 136                | Anita Witzier                               | 18 april 2009     |  |
| Maud denkt terug aan een oude liefde en Gerard heeft iets met Anita Witzier. Denkt ie. |                    |                                             |                   |  |

## Seizoen 6 (2009-2010)
| Aflevering (seizoen) | Aflevering (serie) | Titel                                                   | Uitzenddatum     |  |
| --- | ------------------ | ------------------------------------------------------- | ---------------- |  |
| 1 | 137                | Een weekje Renesse                                      | 3 oktober 2009   |  |
| Gerard heeft er bij Maud een weekje Renesse doorheen gedrukt. Als ze dan ook nog in een tent moeten, heeft zij het helemaal gehad. Maar dan ontmoet Maud een jonge god en wordt ze een ander mens. |                    |                                                         |                  |  |
| 2 | 138                | Kuntry (Een weekje Renesse, deel 2)                     | 10 oktober 2009  |  |
| Gerard werpt zich samen met Inke enthousiast op de camping-talentenjacht. Maud schaamt zich voor Gerards pogingen ontdekt te worden, maar dat komt vast doordat ze niet kan poepen. |                    |                                                         |                  |  |
| 3 | 139                | Joe Tjoep                                               | 17 oktober 2009  |  |
| Gerard is ervan overtuigd dat hij nog best mee kan komen. Met een beetje hulp van Inke kan hij dat best aan Maud bewijzen. |                    |                                                         |                  |  |
| 4 | 140                | Gerard wil Chinees leren...                             | 24 oktober 2009  |  |
| Gerards braintraining is Chinees en Inke doet verslag van haar gevoelsleven. |                    |                                                         |                  |  |
| 5 | 141                | Kickboksen                                              | 31 oktober 2009  |  |
| Inke doet dapper en ook Gerard is geen watje. |                    |                                                         |                  |  |
| 6 | 142                | Frans de Mook                                           | 7 november 2009  |  |
| Een oude bekende jaagt Gerard de stuipen op het lijf. Julia heeft juist iets aan de man. |                    |                                                         |                  |  |
| 7 | 143                | Batterijen in de vuilnisbak                             | 14 november 2009 |  |
| Gerard wil dat er rekening wordt gehouden met het milieu. Ten langen leste is Maud het daar wel mee eens. |                    |                                                         |                  |  |
| 8 | 144                | De kettingbrief                                         | 21 november 2009 |  |
| Julia is ervan overtuigd dat Tom een ander heeft. Dan moet ze ook meedoen aan die kettingbrieven, vindt Gerard. Dat zal het onheil wel afwenden. Opmerking: eerste aflevering met Rufus Hegeman als Tom Wijsman. |                    |                                                         |                  |  |
| 9 | 145                | Julia wil thuis bevallen                                | 28 november 2009 |  |
| Julia wil thuis bevallen. En dan bedoelt ze ook écht thuis. Bij Maud en Gerard dus. Gerard ziet dat wel zitten, Maud wringt zich in bochten. |                    |                                                         |                  |  |
| 10 | 146                | Grote Oma bemoeit zich met alles, ook met vuilnisbakken | 5 december 2009  |  |
| Julia denkt dat de zwangerschap haar te dik maakt. Niet voor even, maar voor altijd. Intussen begint Grote Oma's bemoeizucht groteske vormen aan te nemen. |                    |                                                         |                  |  |
| 11 | 147                | De bevalling                                            | 19 december 2009 |  |
| Eindelijk is het zover: het kind kondigt zich aan. Zou Tom op tijd zijn? En wie zit er eigenlijk op hem te wachten? |                    |                                                         |                  |  |
| 12 | 148                | Jetsers                                                 | 9 januari 2010   |  |
| Julia tobt met haar melkproductie en voor Daan gaat er niets boven Groningen. |                    |                                                         |                  |  |
| 13 | 149                | We leven in de televisie                                | 16 januari 2010  |  |
| Gerard begint langzaam te denken dat zijn leven één grote comedy is. Gastrollen: Haye van der Heyden en Oren Schrijver als zichzelf. Opmerking: oorspronkelijk aangekondigd als de 150e aflevering. |                    |                                                         |                  |  |
| 14 | 150                | Afkolven                                                | 23 januari 2010  |  |
| Julia voelt zich Klaziena 13 en Gerard heeft echt een nieuwe mobiele telefoon nodig. |                    |                                                         |                  |  |
| 15 | 151                | Band met bont                                           | 30 januari 2010  |  |
| Gerard vindt dat Maud het te bont maakt en van Inke moet Julia moeder zijn. |                    |                                                         |                  |  |
| 16 | 152                | Worstjes op je borstjes                                 | 6 februari 2010  |  |
| Zangeres Ria Valk komt bij Maud op spreekuur en Gerard zit met het probleem dat alle dagen hetzelfde zijn. |                    |                                                         |                  |  |
| 17 | 153                | Kind best wel bezwaar                                   | 6 maart 2010     |  |
| Julia merkt dat mannen geen vrouw willen die al een kind heeft. |                    |                                                         |                  |  |
| 18 | 154                | Oppas tegen wil en dank                                 | 13 maart 2010    |  |
| Er is een nieuwe buurvrouw in de straat komen wonen genaamd Wendy. Gerard is daar best wel op gesteld. Maud is erg jaloers op alle aandacht en noemt de buurvrouw "Schuine Wendy" (ze woont schuin tegenover hen). Als ze dan ook nog even op Ivan moet passen omdat Gerard even een klusje moet doen bij Wendy, is de maat vol. Ondertussen heeft Inke een kleine strijd met Julia, omdat Inke een date geregeld heeft dankzij het feit dat zij met Julia's kind rondloopt. |                    |                                                         |                  |  |
| 19 | 155                | Geen antwoord op de vraag                               | 20 maart 2010    |  |
| Gerard reageert telkens nogal enthousiast als hem iets gevraagd wordt en Julia geeft Ivan eten uit een potje. |                    |                                                         |                  |  |
| 20 | 156                | Grote Oma denkt dat ze binnenkort hulpbehoevend wordt   | 27 maart 2010    |  |
| Grote Oma komt langs. Ze wil bij Maud in komen wonen, omdat ze denkt dat ze binnenkort hulpbehoevend wordt. Gerard ziet het helemaal zitten en heeft meteen wilde plannen. |                    |                                                         |                  |  |
| 21 | 157                | Noem het maar liefde                                    | 3 april 2010     |  |
| Zorgen voor de baby, Tom en Julia willen het wel, maar ze zijn er nog niet aan toe. Gerard daarentegen wel, maar die heeft nu even andere zorgen. |                    |                                                         |                  |  |
| 22 | 158                | Gratis sportschool                                      | 10 april 2010    |  |
| Ivan blijft maar huilen. Inke en Gerard gaan een geweldig apparaat uitvinden, waar iedereen baat bij heeft, op zijn manier dan. |                    |                                                         |                  |  |
| 23 | 159                | In het hier en nu zijn                                  | 17 april 2010    |  |
| Gerard wil alleen nog maar in het hier en nu zijn. Inke en Julia kennen wel iemand die hem daar alles over kan leren. |                    |                                                         |                  |  |
| 24 | 160                | De verrekijker                                          | 24 april 2010    |  |
| Inke heeft een knappe achterbuurman ontdekt en iedereen gaat meegluren. |                    |                                                         |                  |  |
| 25 | 161                | Gele plekjes                                            | 1 mei 2010       |  |
| De ouderdom komt met gebreken. En dat treft de lenigheid van lichaam én geest. Gastrol: Jolijn van de Wiel als Chantal. |                    |                                                         |                  |  |
| 26 | 162                | Positief!                                               | 8 mei 2010       |  |
| Maud heeft een cliënt met hiv en Julia wil Ivan gewoon laten huilen. Gastrol: Niels Croiset als Oscar. |                    |                                                         |                  |  |

## Seizoen 7 (2010-2011)
| Aflevering (seizoen) | Aflevering (serie) | Titel                                             | Uitzenddatum      |  |
| --- | ------------------ | ------------------------------------------------- | ----------------- |  |
| 1 | 163                | Tom & Inke?                                       | 11 september 2010 |  |
| Tom komt langs om te kijken hoe het met zijn zoon en vrouw gaat en treft daar niet Julia, maar Inke met zijn kroost. En dat bevalt hem eigenlijk best goed. Te goed, vreest Maud, en smult Grote Oma. Opmerking: aflevering zonder Gerard van Doorn. |                    |                                                   |                   |  |
| 2 | 164                | Ook met Gerard wordt nog geflirt                  | 18 september 2010 |  |
| Gerard wordt bespot omdat er niemand meer met hem zou flirten en dat komt de kwaliteit van de avondmaaltijden niet ten goede. |                    |                                                   |                   |  |
| 3 | 165                | Kikkererwten                                      | 25 september 2010 |  |
| Gerard en Inke gaan onbespoten eten en de dames hebben weer een leuke jongen gespot. En die blijkt ook al zo gezond. |                    |                                                   |                   |  |
| 4 | 166                | Roesje                                            | 2 oktober 2010    |  |
| Grote Oma heeft nu echt wat en moet een gênant onderzoek ondergaan. Inke krijgt een aanzoek. Opmerking: aflevering zonder Gerard van Doorn. |                    |                                                   |                   |  |
| 5 | 167                | Oksels jaren 70                                   | 9 oktober 2010    |  |
| Gerard vindt dat Maud een beetje in het verleden is blijven hangen qua lichaamsverzorging. Intussen wedijveren Inke en Julia om baby Ivan de juiste muzieksmaak bij te brengen. |                    |                                                   |                   |  |
| 6 | 168                | Proletarisch shoppen                              | 16 oktober 2010   |  |
| Grote oma steelt in winkels en daar kun je zo je voordeel mee doen. Gastrol: René van Asten als agent Van Vuren. Opmerking: aflevering zonder Gerard van Doorn. |                    |                                                   |                   |  |
| 7 | 169                | Je handen wassen voordat je naar de wc gaat       | 23 oktober 2010   |  |
| Gerard komt na het plassen de wc uit en wil gaan koken. Julia walgt van het idee dat Gerard met zijn ongewassen handen eten wil klaarmaken. Gerard laat haar zien dat iedereen bacteriën op zijn lijf heeft door middel van een microscoop, maar dat pakt verkeerd uit. Julia verandert langzaamaan in een moeder met smetvrees, die haar baby'tje nog niet eens wil aanraken. Ondertussen wil Inke niet meer 24 uur per dag klaar hoeven te staan voor Julia's baby, maar hoe moet ze dit aan Julia vertellen? Opmerking: de oorspronkelijke afleveringstitel was "Handen wassen na het plassen". |                    |                                                   |                   |  |
| 8 | 170                | IJdels                                            | 30 oktober 2010   |  |
| Gerard is er niet en de dames willen een makeover. Froukje de Both komt helpen. |                    |                                                   |                   |  |
| 9 | 171                | Oma heeft een vriend & Tom wil misschien met Inke | 13 november 2010  |  |
| Oma heeft een nieuwe vriend. Dat komt haar wel op een lastig bezoekje te staan. En Tom ziet het wel zitten met Inke. Gastrol: Nelly Frijda als Elly de Mol. |                    |                                                   |                   |  |
| 10 | 172                | Een vrijer voor Inke                              | 20 november 2010  |  |
| Inke moet weer eens aan de man. En het moet een knapperd zijn. Of nee, dat hoeft eigenlijk ook niet. |                    |                                                   |                   |  |
| 11 | 173                | Rafaëlla                                          | 27 november 2010  |  |
| Roem is vergankelijk. Julia vindt de baby te dik en Gerard worstelt met de zichtbaar klimmende jaren. Gastrol: Raffaëla Paton als zichzelf. |                    |                                                   |                   |  |
| 12 | 174                | Huisje, boompje, kindje                           | 4 december 2010   |  |
| Tom komt in Nederland werken en wil na hun valse start nu toch maar een gezinnetje gaan vormen met Julia en Ivan. Dat is even slikken voor de dames. |                    |                                                   |                   |  |
| 13 | 175                | Dikker met elkaar                                 | 11 december 2010  |  |
| Julia merkt dat ze wat dikker is geworden. Tom wil best zeggen dat het meevalt, maar hij wil er wel wat voor terug, zoals in vroeger tijden. Inke botst tegen een wel heel leuke jongen op. Opmerkingen: eerste aflevering met Gürkan Küçüksentürk als Sinan en aflevering zonder Gerard van Doorn. |                    |                                                   |                   |  |
| 14 | 176                | Slimme genen                                      | 15 januari 2011   |  |
| Julia wordt er niet vrolijk van: Tom is ontslagen en Inke wil haar vleugels uitslaan. Gelukkig is Grote Oma er om het ene probleem met het andere op te lossen. . Opmerking: aflevering zonder Gerard van Doorn & Maud Zegers. |                    |                                                   |                   |  |
| 15 | 177                | Italiaanse familie                                | 22 januari 2011   |  |
| Grote oma heeft een huis gekocht. Alleen Maud vindt dat ze nu toch echt iets te dichtbij woont. Ze worden nu namelijk buren. Ondertussen heeft Gerard het idee Tom en Julia in huis te nemen die dan in de oude werkruimte van Maud kunnen wonen, alleen Julia en Maud hebben daar allebei niet zo'n zin in. |                    |                                                   |                   |  |
| 16 | 178                | Weggooien                                         | 29 januari 2011   |  |
| Een mens verzamelt een hoop troep in zijn leven. En Maud kan het weten met een man als Gerard. Intussen spinnen Tom en Julia er goed garen bij. |                    |                                                   |                   |  |
| 17 | 179                | Vlaamse reuzen                                    | 5 februari 2011   |  |
| Maud krijgt een Belgische cliënt die kok is, Jules genaamd. Hij is in Nederland bang in het donker en in België niet. Hij helpt Gerard met koken en blijft slapen, omdat hij bang is in het donker. Opmerking: eerste aflevering met Ron Cornet als Jules De Koninck. |                    |                                                   |                   |  |
| 18 | 180                | Happy family                                      | 12 februari 2011  |  |
| Maud heeft het gehad met al die mensen om haar heen. Gerard niet. Denkt hij. |                    |                                                   |                   |  |
| 19 | 181                | Life & mid-life                                   | 19 februari 2011  |  |
| Gerard wil iets nieuws met zijn leven. En Inke en Sinan proberen nieuw leven te maken. |                    |                                                   |                   |  |
| 20 | 182                | Het mannelijk ego                                 | 26 februari 2011  |  |
| Tom ontvangt de ene bekeuring na de andere en Gerard moet naar de tandarts. Er is nogal wat vrouwelijke tactiek voor nodig om dat niet uit de hand te laten lopen. |                    |                                                   |                   |  |
| 21 | 183                | Koevogels                                         | 5 maart 2011      |  |
| Gerards oude korfbalclub staat in de finale en Jules heeft daar als echte Belg natuurlijk ook alle verstand van. Intussen proberen Sinan en Inke te wennen aan de voordelen van een kinderloos leven. |                    |                                                   |                   |  |
| 22 | 184                | Kikkers                                           | 12 maart 2011     |  |
| Tom denkt dat Julia iets met haar baas heeft en Gerard gaat kikkers redden. Maud bewaakt intussen haar eigen vierkante meters. Opmerking: de oorspronkelijke afleveringstitel was "Complotten". |                    |                                                   |                   |  |
| 23 | 185                | Vrouwelijk richtingsgevoel                        | 19 maart 2011     |  |
| Gerard probeert de weg te vinden naar het vliegveld en Inke is blijven slapen bij een lesbische vriendin. Gastrol: Sarah Chronis als Lidewij. |                    |                                                   |                   |  |
| 24 | 186                | Gouden liefde                                     | 26 maart 2011     |  |
| Gerard vindt dat zijn geld niet meer veilig staat op de bank. Jules en Tom helpen hem met een veiligere oplossing: Gerard belegt zijn geld in goud. Maud verdient haar geld nog steeds gewoon in de praktijk. Daar heeft ze twee cliënten: een van hen, Johan, is verliefd op zijn hond, want hij houdt te veel van zijn Golden Retriever, en de andere, de vaste cliënt Jules, probeert weer bij de familie te blijven slapen. Gastrol: Sjoerd Pleijsier als Johan. |                    |                                                   |                   |  |
| 25 | 187                | Mooie foto's                                      | 2 april 2011      |  |
| Grote Oma heeft per abuis de foto's van iemand anders teruggekregen bij de fotowinkel. Die zijn best leuk, maar wat moet ze er nu mee? Tom oppert een tweede kind bij Julia. Gastrol: Miryanna van Reeden als Joyce Sluiter. |                    |                                                   |                   |  |
| 26 | 188                | Huismijten, tapijttorren en huidschilferkevers    | 9 april 2011      |  |
| Gerard laat zich inpalmen door een stofzuigerverkoper en Inke heeft weer iets ingewikkelds bedacht met het opvoeden van een kind van een ander dat dan toch ook van haar is. En van Sinan. Of toch niet? Gastrollen: Lotte Verhoeven als Fleur en Hans Dagelet als stofzuigerverkoper. Opmerking: de oorspronkelijke afleveringstitel was "De stofzuiger". |                    |                                                   |                   |  |
| 27 | 189                | Liever koud dan bang                              | 16 april 2011     |  |
| Jules is een echte man, maar wel een bange. En Gerard kan de verwarming niet eens repareren. Misschien dat Inke ze kan helpen. Opmerking: de oorspronkelijke afleveringstitel was "Mannen anno nu". |                    |                                                   |                   |  |
| 28 | 190                | Pinnig                                            | 23 april 2011     |  |
| Gerard kan Mauds pincode niet onthouden. Jules heeft nog wel een ezelsbruggetje. En Inke en Sinan gaan uit elkaar omdat ze te veel van elkaar houden. |                    |                                                   |                   |  |

## Seizoen 8 (2012)
| Aflevering (seizoen) | Aflevering (serie) | Titel                              | Uitzenddatum     |  |
| --- | ------------------ | ---------------------------------- | ---------------- |  |
| 1 | 191                | Gekibbel en verspilling            | 7 januari 2012   |  |
| Over verkwisting valt heel goed te twisten. Maud en Gerard vinden het wel lekker, een beetje geruzie. Inke en Sinan hebben mot over serieuzere zaken: een nieuwe huisgenote, en dat is nogal een teef. |                    |                                    |                  |  |
| 2 | 192                | Kwitteren en kwetteren en tetteren | 14 januari 2012  |  |
| Net nu Maud hard nodig is, heeft ze een afspraak buiten de deur. Gelukkig is Grote Oma er ook nog: zij kan Tom en Julia toch ook best relatietherapie geven? |                    |                                    |                  |  |
| 3 | 193                | Samen in de kelder, ja gezellig    | 21 januari 2012  |  |
| Sinan wordt gek van Gerards goede zorgen, en Maud zou zo graag even verlost willen zijn van het gezeur van haar moeder. Gelukkig gaan Gerard en Grote Oma samen de kelder opruimen. En dat kan best wel even duren. |                    |                                    |                  |  |
| 4 | 194                | Moenie weggaan nie                 | 28 januari 2012  |  |
| Het einde van Julia en Toms huwelijk is in zicht. Dat is toch wel even slikken. Gerard windt zich intussen op over trivialer zaken. |                    |                                    |                  |  |
| 5 | 195                | Zigeunertranen                     | 4 februari 2012  |  |
| Gerard oefent alvast voor zijn begrafenis zijner tijd. Dat moet goed voorbereid worden. En ook Tom vindt dat zijn definitieve afscheid van Julia niet in stilte voorbij mag gaan. Opmerking: laatste aflevering met Rufus Hegeman als Tom Wijsman. |                    |                                    |                  |  |
| 6 | 196                | Telefoon!!!                        | 11 februari 2012 |  |
| Gerard krijgt vervelende telefoontjes, en Julia begint haar kind te missen. |                    |                                    |                  |  |
| 7 | 197                | Ik wil het er niet over hebben     | 18 februari 2012 |  |
| Gerard heeft last van een medisch probleempje, maar schaamt zich hierover tegenover Maud. Wanneer Jules hier lucht van krijgt, wil hij uiteraard blijven om Gerard te helpen. Inke heeft het er moeilijk mee dat ze maar geen kind kan krijgen. Sinan probeert zijn zinnen te verzetten door een boek te gaan schrijven. Maar wanneer hij overal naar verhalen gaat vissen, is niet iedereen daar even blij mee. |                    |                                    |                  |  |
| 8 | 198                | Ik ben geen kleuter                | 25 februari 2012 |  |
| Gerard vindt dat Maud wel heel weinig vertrouwen in hem heeft, Julia vertrouwt zichzelf van geen meter, maar haar intuïtie des te meer. Sinan heeft besloten er maar zo'n beetje op te vertrouwen. |                    |                                    |                  |  |
| 9 | 199                | Eenzame vogels                     | 3 maart 2012     |  |
| Gerard en Sinan trekken de natuur in, en Grote Oma wil de natuur gewoon zijn gang laten gaan, met Jules' hulp. |                    |                                    |                  |  |
| 10 | 200                | Tweehonderd!!                      | 10 maart 2012    |  |
| Daan (Joey van der Velden) is in de buurt, en komt gezellig langs. Maud heeft een cliënt (Raymonde de Kuyper) met een wel heel bijzondere verslaving, en iedereen in huis betrekt dit nogal op zichzelf. |                    |                                    |                  |  |
| 11 | 201                | Blokfluitles                       | 17 maart 2012    |  |
| Gerard probeert zijn midlifecrisis te bestrijden met muziek. Jules doet gezellig mee en ook Sinan laat zich lekker gaan. |                    |                                    |                  |  |
| 12 | 202                | Te weinig of te veel               | 24 maart 2012    |  |
| Maud en Gerard proberen er weer wat spanning in te brengen, en voor Inke wordt het leven sowieso spannend. |                    |                                    |                  |  |
| 13 | 203                | Het hoorspel                       | 31 maart 2012    |  |
| Gerard gaat een hoorspel maken, en Jules doet graag mee. |                    |                                    |                  |  |
| 14 | 204                | Verwarring alom                    | 7 april 2012     |  |
| Gerard en Maud nemen afscheid van een trouwe huisgenoot. Daan komt nog even langs om iets te vertellen aan Julia. |                    |                                    |                  |  |

## Seizoen 9 (2013)
Seizoen 9 was het laatste seizoen van Kinderen geen bezwaar. Omdat de serie per direct moest stoppen van de Publieke Omroep, zou dit seizoen slechts zes afleveringen omvatten.
| Aflevering (seizoen) | Aflevering (serie) | Titel                     | Uitzenddatum     |  |
| --- | ------------------ | ------------------------- | ---------------- |  |
| 1 | 205                | Een jaar later            | 7 januari 2013   |  |
| Daan komt weer thuis. Wat hij altijd al wist, weet hij nu zeker: hij wil Julia. Gerard weet het juist allemaal niet meer. Hij is verliefd. Op een jongen. Opmerking: de oorspronkelijke afleveringstitel was "Over de datum en tweedehands". |                    |                           |                  |  |
| 2 | 206                | Ik gun je mij             | 14 januari 2013  |  |
| Maud vindt dat Sinan Julia maar eens een serieuze vraag moet stellen. Grote Oma denkt dat ze Gerard wel ergens vanaf kan helpen. |                    |                           |                  |  |
| 3 | 207                | Nog half in de kast       | 21 januari 2013  |  |
| Maud organiseert een etentje voor Gerard en zijn vriend. Ze zoekt alleen nog iemand om haar te helpen, en wie zou daar nou beter geschikt voor zijn dan Jules? Daan en Sinan maken broederlijk plannen om elkaar uit te schakelen in hun strijd om Julia. Opmerking: deze aflevering werd op 19 juni 2012 opgenomen, de op-een-na laatste met publiek, en de oorspronkelijke afleveringstitel was "Een onsje meer, mag dat?". |                    |                           |                  |  |
| 4 | 208                | De kale waarheid          | 4 februari 2013  |  |
| Daan denkt dat zijn kansen bij Julia definitief verkeken zijn: hij wordt kaal. Opmerking: op 26 juni 2012 was dit de allerlaatste opgenomen aflevering met in de studio aanwezig publiek. |                    |                           |                  |  |
| 5 | 209                | Dapper is ook zielig      | 11 februari 2013 |  |
| Gerard gaat het uitmaken met Patrick, maar niet zonder Mauds hulp. Nu is het Julia die het niet meer weet: Daan of Sinan? En dan stelt Sinan haar DE vraag. Opmerking: deze aflevering werd op 12 juni 2012 opgenomen, en de oorspronkelijke afleveringstitel was "Dapper is vaak zielig". |                    |                           |                  |  |
| 6 | 210                | De allerallerallerlaatste | 18 februari 2013 |  |
| Het is de grote dag: Julia en Daan gaan trouwen. Tenminste, als Daan komt opdagen. Opmerking: deze aflevering werd zonder publiek opgenomen. |                    |                           |                  |  |